# Chilodes orphnina
Chilodes orphnina là một loài bướm đêm trong họ Noctuidae.